# ويليام كاريل
ويليام كاريل هو مخرج ومصور تونسي، ولد في 1940 في بنزرت في تونس.

## وصلات خارجية
- ويليام كاريل على موقع IMDb (الإنجليزية)
- ويليام كاريل على موقع ألو سيني (الفرنسية)
- ويليام كاريل على موقع أول موفي (الإنجليزية)
- ويليام كاريل على موقع قاعدة بيانات الفيلم (الإنجليزية)
- ويليام كاريل على موقع كينوبويسك (الروسية)